# Vigmund

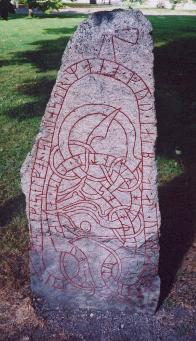
Vänstra delen av Vigmunds runsten.

Vigmund var en svensk skeppshövding och runristare, verksam under 1000-talets andra fjärdedel.
Vigmund har blivit känd genom en mycket skickligt ristad sten, U 1011 i Örby i Rasbo socken i Uppland, som numera förvaras Universitetsparken i Uppsala. Stenen lånades ut till världsutställningen i Paris 1867 och där belönades den och två andra uppländska stenar med en bronsmedalj. Vid återtransporten till Sverige föll stenen överbord i Le Havre. När hamnen sedan trettio år senare skulle muddras återfanns stenen och den kunde återbördas till Sverige. Stenen är ristad som ett minnesmärke över sig själv och är ristad på båda sidorna. I texten kallar han sig själv för skeppshövding och en av de bland människor mest konstförfarnaste. Trots att det egentligen står att Vigmund lät hugga denna stenen ansåg Otto von Friesen att det var Vigmund som själv ristade stenen. Han tillskriver honom även ett mindre antal andra stenar norr och öster om Uppsala där i synnerhet stenarna i Rasbo socken vittnar om en konstnärlig smak och säkerhet i det tekniska utförandet.
Andra stenar som kan attribueras till Vigmund är U 600, U 1006, U 1008, U 1122 och U 1031.